# Latowicz (gmina)
Latowicz (daw. gmina Latowicz + gmina Wielgolas) – gmina miejsko-wiejska w województwie mazowieckim, w powiecie mińskim.
Gmina została utworzona 31 maja 1870 r. w miejsce istniejącego od 1526 starostwa latowickiego. W latach 1870–1954 obejmowała dwie miejscowości: Latowicz i Dąbrówkę, w latach 1955–1972 – utworzono Gromadzką Radę Narodową w Latowiczu. Od 1 stycznia 1973 r. gmina istnieje w obecnym kształcie.
W latach 1919–1939 położona była w granicach województwa warszawskiego, 1939-1945 w Generalnym Gubernatorstwie, 1946-1975 w województwie warszawskim, od 1972 do 1998 r. w granicach województwa siedleckiego. Od 1999 r. znajduje się w województwie mazowieckim.
Siedziba władz gminy to Latowicz.
Według danych USC Latowicz z 1 stycznia 2010 gminę zamieszkiwało 5561 osób.
W 2023 Latowicz odzyskał prawa miejskie, wskutek czego gmina Latowicz stała się gminą miejsko-wiejską.

## Historia
Gmina Latowicz powstała w okresie Królestwa Polskiego, 31 maja 1870 w powiecie mińskim, w guberni warszawskiej, w wyniku utraty praw miejskich przez miasto Latowicz i przekształceniu go w wiejską gminę Latowicz w granicach dotychczasowego miasta.

## Struktura powierzchni
Według danych z roku 2010 gmina Latowicz ma obszar 114,15 km², w tym:
- użytki rolne: 84%
- użytki leśne: 11%
- nieużytki: 5%

Zagospodarowanie gruntów rolnych:
- grunty orne: 63,3%
- użytki zielone (łąki i pastwiska): 36,4%
- sady: 0,3%

Gmina ma charakter typowo rolniczy. Przeważa tu rolnictwo indywidualne o dużym rozdrobnieniu gospodarstw, których powierzchnia waha się średnio w granicach 5-15 ha. Skupiają one 65,7% powierzchni gminy. Przeciętnie na jedno gospodarstwo przypada 9,3 ha, w tym 8,4 ha to użytki rolne. Gmina stanowi 9,8% powierzchni powiatu.

## Demografia

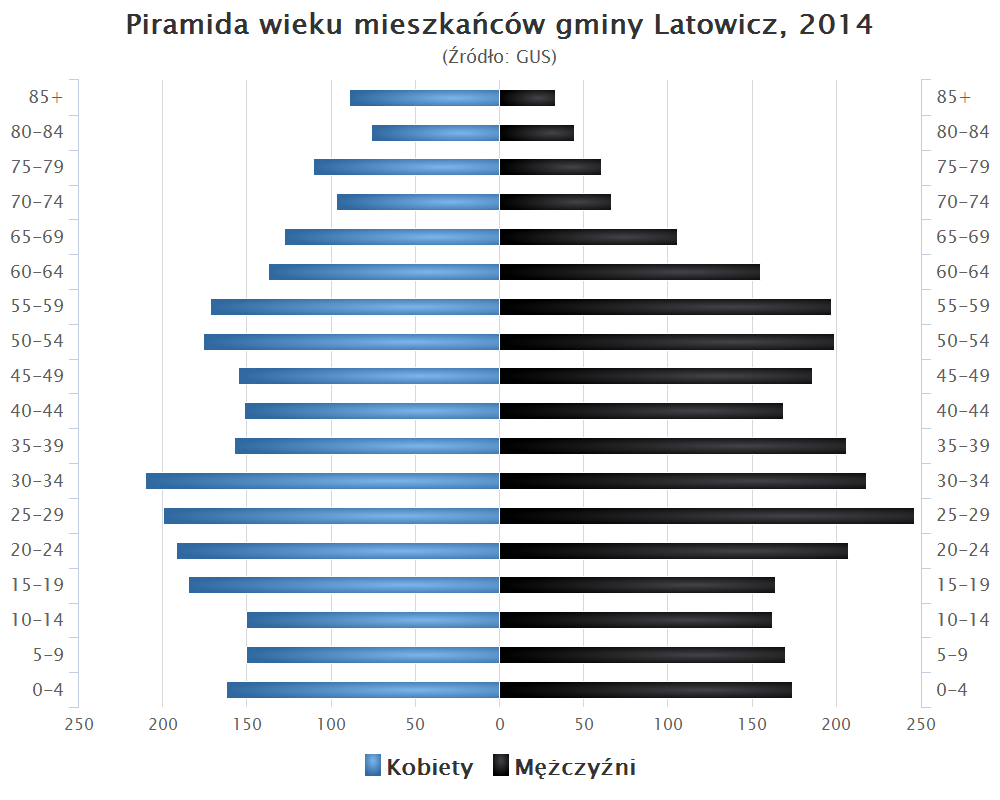
Piramida wieku mieszkańców gminy Latowicz w 2014 roku

Dane z 1 maja 2010 r..
| Opis                  | Ogółem | Ogółem | Kobiety | Kobiety | Mężczyźni | Mężczyźni |
| --------------------- | ------ | ------ | ------- | ------- | --------- | --------- |
| jednostka             | osób   | %      | osób    | %       | osób      | %         |
| wiek przedprodukcyjny | 1312   | 100    | 655     | 49,92   | 657       | 50,07     |
| wiek produkcyjny      | 3283   | 100    | 1471    | 44,80   | 1812      | 55,19     |
| wiek poprodukcyjny    | 948    | 100    | 660     | 69,62   | 288       | 30,37     |
| populacja             | 5543   | 100    | 2786    | 50,26   | 2757      | 49,73     |

| Latowicz - liczba mieszkańców, liczba domów i powierzchnia gruntów | Latowicz - liczba mieszkańców, liczba domów i powierzchnia gruntów | Latowicz - liczba mieszkańców, liczba domów i powierzchnia gruntów | Latowicz - liczba mieszkańców, liczba domów i powierzchnia gruntów |
| Nazwa miejscowości                                                 | Liczba ludności [stan 01.01.2010]                                  | Liczba domów [stan 01.01.2009 r.]                                  | Powierzchnia gruntów [ha]                                          |
| ------------------------------------------------------------------ | ------------------------------------------------------------------ | ------------------------------------------------------------------ | ------------------------------------------------------------------ |
| Borówek                                                            | 70                                                                 | 20                                                                 | 266,26                                                             |
| Budy Wielgoleskie                                                  | 330                                                                | 103                                                                | 455,71                                                             |
| Budziska                                                           | 173                                                                | 46                                                                 | 349,65                                                             |
| Chyżyny                                                            | 225                                                                | 56                                                                 | 507,85                                                             |
| Dąbrówka                                                           | 86                                                                 | 27                                                                 | 207,34                                                             |
| Dębe Małe                                                          | 290                                                                | 82                                                                 | 586,34                                                             |
| Generałowo                                                         | 95                                                                 | 25                                                                 | 238,89                                                             |
| Gołełąki                                                           | 160                                                                | 37                                                                 | 255,55                                                             |
| Kamionka                                                           | 276                                                                | 76                                                                 | 549,85                                                             |
| Latowicz                                                           | 1401                                                               | 499                                                                | 1649,59                                                            |
| Oleksiaka                                                          | 274                                                                | 83                                                                 | 595,46                                                             |
| Redzyńskie                                                         | 256                                                                | 69                                                                 | 572,61                                                             |
| Stawek                                                             | 79                                                                 | 38                                                                 | 209,18                                                             |
| Strachomin                                                         | 217                                                                | 77                                                                 | 618,09                                                             |
| Transbór                                                           | 390                                                                | 91                                                                 | 675,22                                                             |
| Waliska                                                            | 220                                                                | 89                                                                 | 572,02                                                             |
| Wężyczyn                                                           | 228                                                                | 56                                                                 | 529,29                                                             |
| Wielgolas                                                          | 791                                                                | 216                                                                | 709,97                                                             |

Źródło: USC Latowicz

## Sołectwa
Borówek, Budy Wielgoleskie, Budziska, Chyżyny, Dąbrówka, Dębe Małe, Generałowo, Gołełąki, Kamionka, Latowicz ( Latowicz I, Latowicz II, Latowicz III), Redzyńskie, Oleksianka, Stawek, Strachomin, Transbór, Waliska, Wężyczyn, Wielgolas.

## Sąsiednie gminy
Borowie, Cegłów, Mrozy, Parysów, Siennica, Wodynie